# Uché Blackstock
Pour les articles homonymes, voir Blackstock.
Uché Blackstock, née le 4 novembre 1977, est une médecin urgentiste américaine, et ancienne professeure associée de médecine d'urgence à l'École de médecine de l'Université de New York. Elle est la fondatrice de l'organisation Advancing Health Equity.

## Biographie

### Petite enfance
Originaire de Brooklyn, Uché Blackstock grandit à Crown Heights aux côtés de sa sœur jumelle Oni Blackstock,,. Leur mère, Dale Gloria Blackstock, étudie la médecine à l'Université Harvard. Elle est ainsi la première membre de la famille à fréquenter l'université,. Son père, Earl Blackstock, travaille comme comptable. Les jumelles passent une grande partie de leur enfance avec leur mère à l'hôpital, ou en la regardant travailler dans des programmes de santé communautaire à Brooklyn.

### Formation et études
Au cours de sa formation, Uché Blackstock se spécialise en néphrologie, et devient la présidente d'une organisation pour les femmes médecins noires de Brooklyn. En 1995, elle obtient son diplôme de la Stuyvesant High School, puis suit les cours de la faculté de médecine de l'université Harvard. Sa mère tombe malade, et décède des suites d’une leucémie en juillet 1997.
Pendant son séjour à Harvard, Uché Blackstock s’intéresse également au journalisme, en devenant une des contributrices de The Harvard Crimson. Elle est diplômée du premier cycle de l’Université Havard en 1999, et de l’école de médecine en 2005.
Après avoir obtenu son diplôme, elle effectue sa résidence au SUNY Downstate Medical Center, où elle est nommée résidente en chef, et se spécialise dans la médecine d'urgence. En 2010, elle rejoint la clinique Mount Sinai Morningside de New York, grâce à une bourse de recherche en échographie d'urgence.
Parallèlement à sa carrière médicale, Uché Blackstock est une communicante et rédactrice scientifique populaire, partageant ses expériences de femme médecin noire sur ses réseaux sociaux, dont Twitter. Sa sœur jumelle, Oni Blackstock et également médecin et physicienne dans le sud du Bronx. Elle mène notamment des recherches sur le VIH chez les femmes de couleur au Montefiore Medical Center.

## Carrière professionnelle

### Médecine
En juillet 2010, Uché Blackstock est nommée professeure adjointe à la faculté de médecine de l'université de New York, en continuant d'exercer simultanément un poste de médecin urgentiste. À l'époque, moins de deux pour cent des médecins américains sont des femmes noires,. Peu après, en 2012, elle est nommée directrice du contenu des ultrasons à l'université. À ce titre, elle élabore un programme d'études longitudinal sur les ultrasons pour les étudiants en médecine. En octobre 2017, Uché Blackstock est nommée directrice du recrutement, du maintien en poste et de l'inclusion au Bureau des affaires de la diversité de la Faculté de médecine de l'Université de New York, où elle est responsable de l'élaboration et de la mise en œuvre d'initiatives de diversité, d'équité et d'inclusion pour le corps enseignant noir, latin et indigène de l'université. 
Uché Blackstock quitte la Faculté de médecine de l'Université de New York en 2019, en raison de l'environnement inhospitalier pour les stagiaires et le corps enseignant noirs. Elle rédige un article d'opinion détaillé en janvier 2020, dans lequel elle dénonce un environnement de travail toxique, le sexisme, le racisme et le refus de promotion des professionnels de couleur noir. 
Elle incite également les centres médicaux universitaires à mieux apprécier et à corriger l'impact du racisme dans les soins de santé,. Ce changement de vie lui permet de se concentrer davantage sur son organisation récemment fondée, Advancing Health Equity.

### Équité en matière de santé
Depuis le début de sa carrière professionnelle, Uché Blackstock souhaite attirer l'attention sur le racisme dans les soins de santé,,,. Les défis de la vie et la mort de sa mère, ainsi que les inégalités raciales en matière de santé dont elle a  été témoin en tant que médecin, sont à l'origine de la création de sa propre organisation. 
En mars 2018, elle fonde Advancing Health Equity, une organisation axée sur le partenariat avec les soins de santé et les organisations connexes pour lutter contre les inégalités raciales en matière de santé,,. Elle estime qu'une main-d'œuvre diversifiée, où chacun se sent valorisé et respecté, est essentielle pour assurer de bons soins aux patients. Dans le cadre de cette organisation, Uché Blackstock forme les gens aux préjugés cognitifs, au racisme structurel, aux micro-agressions et aux disparités en matière de santé. Elle créé un outil analytique pour aider les centres de soins à évaluer l'équité raciale dans leurs pratiques organisationnelles. 
L'organisation travaille avec des centres médicaux, des systèmes de santé et des entreprises de technologie liées au domaine de la santé. L'organisation a notamment accompagné l'éditeur de logiciel américain Salesforce, le Northwestern Lurie Children's Hospital et le Partners HealthCare System. En 2019, Uché Blackstock est sélectionnée par le magazine Forbes comme l'une des dix pionnières de la diversité et de l'inclusion.

### Pandémie du COVID-19
Uché Blackstock travaille dans un centre de soins d'urgence à Brooklyn. Le centre s'occupe généralement de pathologies mineures, mais lors de la pandémie de COVID-19 aux États-Unis, elle prend conscience que sa patientèle présente rapidement les symptômes d'une maladie du coronavirus. Elle utilise les médias sociaux pour décrire les difficultés qu'elle rencontre pour faire tester ses patients, et cela alors que "des célébrités se font tester facilement et rapidement". Dans une interview accordée à Slate, elle déclare : "Lorsque j'ai entendu dire que les médecins en Italie devaient rationner les ventilateurs et qu'il était très probable que cela se produise ici, ma première pensée a été que beaucoup de Noirs allaient mourir",. 
En tant que médecin, elle est l'une des premières à tirer la sonnette d'alarme sur les inégalités raciales potentielles en matière de santé qui seraient exposées et amplifiées par la pandémie, et sur ce que les responsables fédéraux, étatiques et locaux devaient faire pour atténuer la propagation du virus parmi les populations les plus vulnérables du pays. 
Tout au long de la crise, Uché Blackstock apparaît régulièrement sur les podcasts, la radio, les nouvelles numériques et les réseaux, s'engageant à transmettre des informations responsables et précises sur la pandémie COVID-19,. En juin 2020, en raison de ses apparitions dans les médias et de sa réputation, elle devient l'une des collaboratrices médicales du réseau d'informations Yahoo! Actualités.